# Juan Sasturain
Juan Sasturain (Adolfo Gonzales Chaves, 5 agosto 1945) è un giornalista, fumettista e scrittore argentino.
Conduce inoltre programmi per la televisione argentina. All'inizio della sua carriera ha avuto dei contatti con l'ambiente del calcio, facendo provini per diversi club.

## Attività professionale
Laureato in Arte ed insegnante di letteratura, nel corso della sua vita lavorativa si è dedicato a varie attività, facendo il giornalista, lo sceneggiatore di fumetti, lo scrittore e il conduttore TV.
Come giornalista ha lavorato per Clarín per il quotidiano La Opinión di Buenos Aires e per Pagina/12.
È stato inoltre redattore delle riviste Humor e Superhumor.
Nel 1981 ha lavorato con il disegnatore Alberto Breccia creando il fumetto "Perramus", che ha ottenuto grande prestigio in patria e all'estero, ricevendo un premio da parte di Amnesty International per i suoi contenuti sociali e politici.
Nel 1984 ha poi diretto la rivista Fierro, cui aggiunse il sottotitolo “Fumetti per i superstiti” (Historietas para Sobrevivientes). Fierro ha cessato le pubblicazioni nel 1994, ma Sasturain tornò a dirigerla al suo rilancio nel novembre 2006 con Pagina/12 come editore. Come direttore del supplemento sportivo di Pagina/12 ha scritto regolarmente per il calcio. Nel giornale, continua come redattore.
Ha condotto la trasmissione televisiva argentina "Ver Para Leer", in onda la domenica a mezzanotte su “Telefé”, che tratta di libri e scrittori consigliati da lui e da altri personaggi noti. Oggi, Juan Sasturain conduce il programma settimanale “Continuará...” su “Canal Encuentro” sulla storia del fumetto argentino. Conduce inoltre il programma “Disparos en la biblioteca” sul genere poliziesco argentino, in onda il sabato sulla “TV Pública”.

## Opere

### Romanzi
- "Manual de perdedores" (Editorial Legasa, Serie Ómnibus, Buenos Aires, 1985), pubblicato in Italiano con il titolo “Il manuale dei perdenti”, Casa editrice Le Lettere, Collana Latinoamericana – 8, 2006, 222 pagine, ISBN 8871669118[4].
- "Manual de perdedores II" (Editorial Legasa, Buenos Aires, 1987; Ediciones B, Barcelona (España), 1988; Serie B, Barcelona (España), 1990)
- "Arena en los zapatos" (Ediciones B, Buenos Aires y Barcelona (España), 1988)
- "Parecido S.A." (Editorial Anaya, Madrid (España), 1991).
- "Los dedos de Walt Disney" (Editorial Anaya, Madrid, 1992).
- "Los sentidos del agua" (Cambio 16, Madrid (España), 1990; Clarín-Aguilar, Buenos Aires, 1992)
- "Brooklin y medio" (editorial Norma, Buenos Aires, 2002).
- "La lucha continúa" (editorial Sudamericana, Buenos Aires, 2002).
- "Los Galochas, Esa Gente Exagerada" (2007)
- "Pagaría por no verte" (2008)
- "Dudoso Noriega (2013)

### Racconti
- "Zenitram" (editorial Del Sol, Buenos Aires, 1996).
- "La mujer ducha" (editorial Sudamericana, Buenos Aires, 2001).
- "El caso Yotivenko" (2009)

### Sceneggiature di fumetti
- Perramus, 1983. Riedizione di Editorial Lumen, Barcelona (Spagna), 1986; Ediciones Culturales Argentinas-De la Flor, Buenos Aires, 1990, con disegni di Alberto Breccia, ambientato durante la dittatura argentina, pubblicato in Italia sulle riviste Orient Express e L'Eternauta nel 1985, e successivamente in volume con lo stesso titolo Perramus, I maestri del fumetto, Glenat Italia, novembre 1987, cartonato, 176 pagine in b/n.
- "Abrir puertas". (Ediciones Ikusager, Bilbao, 1990).
- "Versiones". (Doedytores, Buenos Aires, 1993).

### Cronache di calcio
- "El día del arquero", Ediciones de la Flor, Buenos Aires, 1986; riedizione 1994.
- Argentina en los Mundiales (2002) (insieme a Daniel Arcucci).

Inoltre ha scritto la prefazione per il romanzo Banco de Niebla, dello scrittore e giornalista Martin Malharro, (UNLP, 2007).
Ha ricevuto il Premio Konex – Diploma al Mérito per i suoi racconti del periodo 2009-2013.